# Santiago de Cuba (tỉnh)
Santiago de Cuba là tỉnh đông dân thứ hai tại Cuba. Thành phố lớn nhất và thủ phủ là Santiago de Cuba. Các thành phố lớn khác gồm Palma Soriano, Contramaestre, Mayarí Arriba, San Luis và Songo-la Maya.

## Lịch sử
Tỉnh Santiago de Cuba là địa điểm diễn ra nhiều trận chiến, cả trong Cách mạng Cuba năm 1959, nơ các chiến sĩ du kích đã từng ẩn nấp trong các dãy núi. Trước năm 1976, Cuba được chia thành 6 tỉnh. Một trong các tỉnh đó là tỉnh Oriente, mà trước năm 1905 có tên là tỉnh Santiago de Cuba. Lãnh thổ tỉnh hiện nay gồm khu vực trung-nam của tỉnh Oriente cũ.

## Kinh tế
Tỉnh có phong phú về tài nguyên khaongs sản như quặng sắt và niken. Tuy nhiên nền kinh tế của tỉnh vẫn chủ yếu phụ thuộc vào nông nghiệp với các đồn điền trồng chuối, cacao và cà phê. Ngành công nghiệp và du lcichj phát triển xung quanh thủ phủ, các cảnh đẹp thiên nhiên của nơi này đã quấn hút nhiều du khác trong và ngoài nước.

## Khu tự quản
| Tên gọi          | Dân số (2004) | Diện tích (km²) | Tọa độ                                                           |
| ---------------- | ------------- | --------------- | ---------------------------------------------------------------- |
| Contramaestre    | 101832        | 610.3           | 20°18′0″B 76°15′2″T / 20,3°B 76,25056°T                          |
| Guamá            | 35516         | 965             | 19°58′34″B 76°24′35″T / 19,97611°B 76,40972°T                    |
| Mella            | 33667         | 335.2           | 20°22′10″B 75°54′39″T / 20,36944°B 75,91083°T                    |
| Palma Soriano    | 124585        | 845.8           | 20°12′51″B 75°59′30″T / 20,21417°B 75,99167°T                    |
| San Luis         | 88496         | 765             | 20°11′17″B 75°50′55″T / 20,18806°B 75,84861°T                    |
| Santiago de Cuba | 472255        | 1023.8          | 20°02′25″B 75°48′53″T / 20,04028°B 75,81472°T Provincial capital |
| Segundo Frente   | 40885         | 540             | 20°24′43″B 75°31′43″T / 20,41194°B 75,52861°T                    |
| Songo-La Maya    | 100287        | 721             | 20°10′24″B 75°38′46″T / 20,17333°B 75,64611°T                    |
| Tercer Frente    | 30457         | 364             | 20°10′19″B 76°19′38″T / 20,17194°B 76,32722°T                    |

Nguồn: Điều tra dân số năm 2004. Area from 1976 municipal re-distribution.

## Nhân khẩu
Năm 2004, tỉnh Santiago De Cuba có tổng dân số là 1.043.202. với diện tích6.156,44 km2 (2.377,01 dặm vuông Anh),.